# Honor i Ojczyzna (dewiza)

Sztandar 8 pp Legionów

Honor i Ojczyzna – dewiza Wojska Polskiego, umieszczana na sztandarach jednostek wojskowych. Obecnie dewiza Orderu Virtuti Militari.

## Historia
Wprowadzona w 1919 r. na mocy art. 1 pkt 6 i wzoru nr 10 do Ustawy z dnia 1 sierpnia 1919 r. o godłach i barwach Rzeczypospolitej Polskiej (Dz.U. z 1919 r. nr 69, poz. 416); utrzymana następnie kolejno przez: 
- art. 7 ust. 3 i wzór nr 5 do Rozporządzenia Prezydenta Rzeczypospolitej z dnia 13 grudnia 1927 r. o godłach i barwach państwowych oraz o oznakach, chorągwiach i pieczęciach (Dz.U. z 1927 r. nr 115, poz. 980 ze zm.), oraz
- art. 10 ust. 3 i wzór nr 2 do Dekretu Prezydenta Rzeczypospolitej z dnia 24 listopada 1937 r. o znakach wojska i marynarki wojennej (Dz.U. z 1938 r. nr 5, poz. 32).

Zastąpiona została triadą Bóg, Honor, Ojczyzna wprowadzoną po raz pierwszy na sztandary oddziałów Polskich Sił Zbrojnych na Zachodzie dekretem Prezydenta Rzeczypospolitej z 15 października 1943 r..
W 1955 art. 10 ust. 4 i załącznik nr 2 do Dekretu z dnia 9 listopada 1955 r. o znakach Sił Zbrojnych (Dz.U. z 1955 r. nr 47, poz. 315 ze zm.) wprowadził dewizę „Za naszą Ojczyznę Polską Rzeczpospolitą Ludową”. W 1993 r. – mocą art. 14 ust. 3 i załączników nr 5 i 5a do Ustawy z dnia 19 lutego 1993 r. o znakach Sił Zbrojnych Rzeczypospolitej Polskiej (Dz.U. z 2025 r. poz. 816) – przywrócono  dewizę: „Bóg, Honor, Ojczyzna”.